# Liste des aires protégées en Arabie saoudite
La liste des aires protégées de l'Arabie saoudite :
L'indication postfixée AMP signale les sites également présents dans la liste des aires marines protégées en Arabie saoudite.
- Abu Ali/Dawhat and Dafi Musallamiyah Complex AMP
- Abu Duda AMP
- Ad-Dahna (Hawmat an-Niqyan) Nature Reserve
- Ad-Dahna Waterfall
- Al Hair Wetland
- Al Hasani and Libana Islands AMP
- Al Hassa/Uqair National Recreation Area
- Al Muwailih AMP
- Al Uqayr Bay AMP
- Al Wahbah Natural Monument
- Al-Ahsa Protected Area
- Al-Haram al-Madani
- Al-Haram al-Makki
- Al-Hawtah Nature Reserve
- Al-Hijr Protected Landscape
- Al-Jandaliyah Protected Area
- Al-Khunfah Protected Area
- Al-Mansuriyah and Al-Hair Dam Bird Sanctuary
- Al-Wahba
- Al-Wajh Bank
- Aqabat ash-Sha'ar
- Arabiyah Island AMP
- Ar-Rub'al-Khali Wildlife Management Area
- Ash-Shu’aybah and Mastaba AMP
- Asir National Park AMP
- At Tawil
- Ath Thamamah
- Ath-Thumamah Managed Nature Reserve
- At-Tawil Managed Nature Reserve
- At-Taysiyah Protected Area
- At-Tubayq Protected Area
- Sharm Zubeir coastline
- Dahl Maaqala Protected Area
- Dawat Ad-Dafl, Dawat Al-Musallamiyah and Coral Islands Marine Wildlife Sanctuary AMP
- Dhahran Reserve
- Farasan Islands Protected Area AMP
- Ghubbat Bal'aksh
- Gulf Conservation Area
- Haramil Island AMP
- Harqus Island AMP
- Harrat al-Harrah Protected Area
- Harrat ar-Raha Nature Reserve
- Hawtat Bani Tamin
- Hema Hureimla National Park
- Hima Huraymila' National Park
- Humaydah Beach AMP
- Huraymila' Traditional Reserve
- Ibex Reserve Protected Area
- Jabal Aja Protected Area
- Jabal al-Lawz/Hisma Nature Reserve
- Jabal Athrab Nature Reserve
- Jabal Dibbagh Nature Reserve
- Jabal Ibrahim/Wadi Buwwah Protected Area
- Jabal Ral Hima Traditional Reserve
- Jabal Salma Nature Reserve
- Jabal Shada Nature Reserve
- Jabal Tuwayq Nature Reserve
- Jabel Ibrahim Wadi Buwwah Protected Area
- Jabul Letub National Nature Reserve AMP
- Jana Island AMP
- Jeddah Salt Marshes AMP
- Jibal al-Humrah/Riyadh Jabal Mukallibah Nature Reserve
- Jurayd Island AMP
- Karan Island AMP
- Khawr al Ja'afirah Area and Islands AMP
- Khawr Itwad AMP
- Khawr Nahoud ?
- Khawr Wahlan AMP
- Khaybar Saltmarshes Nature Reserve
- Khor Al Wahla ?
- Khor Amiq and Raqa AMP
- Kurayn Island AMP
- Layla Lakes Nature Reserve
- Mahazat-as-Sayd Protected Area
- Majami'al-Hadb Protected Area
- Maqna North Beach
- Marqa Island AMP
- Marsa al Usalla AMP
- Marsa Umm Misk AMP
- Mastura Beach AMP
- Mersa as Sarraj ?
- Mersa Tawil AMP
- Nafud al-'Urayq
- Najran Desert Nature Reserve
- North and South Sharm Wasm and Al Quhma and Qadimbal Islands AMP
- North Inner Farasan Bank Reefs and Islands AMP
- North Outer Farasan Bank Reefs and Islands AMP
- Northern Wildlife Management Zone Wildlife Management Area
- Oreste Point AMP
- Qalib Island Chain AMP
- Qaryat al Fau Al-Arid Nature Reserve
- Qishran AMP
- Ras Abu Madd to Sharm Hasi AMP
- Ras Baridi and Sharm al Khaur AMP
- Ras Hatiba AMP
- Ras Suwayhil AMP
- Rawdat Khuraym Nature Reserve
- Raydah
- Safaniya/Manifa Bay Complex AMP
- Saja/Umm ar-Rimth Protected Area
- Shada Hima Traditional Reserve
- Sharaan Natural Reserve
- Sharm Dumagha and Sharm Antar AMP
- Sharm Habban to Sharm Munaybirah AMP
- Sharm Yahar to Saharm Jubba AMP
- Sharm Yanbu AMP
- Sharm Zubayr AMP
- Shi'b Abu al-Liqa and Shi'b al-Kabir AMP
- Shib Al Kabir (voir précédent)
- Shi'b Green Reef Complex AMP
- South Gulf of Salwah AMP
- South Jizan Beach AMP
- South Qunfidah AMP
- Tabuk Wetlands Bird Sanctuary
- Tarut Bay Complex AMP
- Umm al-Qamari Islands AMP
- Umm Lajj AMP
- 'Uruq Bani Ma'arid
- Wadi an-Naaman/Wadi Wajj Nature Reserve
- Wadi Hizmah Protected Area
- Wadi Jawrah
- Wadi Jizan Reservoir Bird Sanctuary
- Wadi Murwani Nature Reserve
- Wadi Qirshah Protected Landscape
- Wadi Rabigh Nature Reserve
- Wadi Turabah Nature Reserve
- Wadi Ulayb Nature Reserve
- Yanbu City Conservation Area AMP
- Yanbu Coastal Conservation Area AMP